# Ruben Schott
Ruben Schott (Berlim, 8 de agosto de 1994) é um jogador de voleibol alemão que atua na posição de ponteiro.

## Carreira

### Clube
Schott ingressou na equipe federal do VC Olympia Berlin em 2012. Para a temporada 2013–14 o ponteiro foi contratado pelo Berlin Recycling Volleys, onde conquistou o título do Campeonato Alemão da temporada. Na temporada seguinte atuou pelo CV Mitteldeutschland. De 2015 a 2017 voltou a defender as cores do Berlin Recycling Volleys, onde conquistou um título do Campeonato Alemão, um título da Copa da Alemanha e a Taça CEV de 2015–16.
Em 2018, foi atuar no campeonato polonês pelo Trefl Gdańsk, após ter jogado a temporada 2017–18 pelo Revivre Milano no campeonato italiano. Em 2021 o atleta assinou contrato pela terceira vez com o time da sua cidade natal, o BR Volleys, conquistando de estreia a Supercopa Alemã de 2021.

### Seleção
Schott estreou na seleção adulta alemã em 2016 na Liga Mundial, onde terminou na 26ª colocação. Em 2017 foi vice-campeão do Campeonato Europeu de 2017 perdendo a final para a seleção russa por 3 sets a 2.

## Títulos
Berlin Recycling Volleys
- Copa CEV: 2015–16
- Campeonato Alemão: 2013–14, 2015–16, 2016–17, 2021–22, 2022–23, 2023–24
- Copa da Alemanha: 2015–16, 2022–23, 2023–24
- Supercopa Alemã: 2021, 2022

## Clubes
| Anos      | Clube                    |
| --------- | ------------------------ |
| 2012–2013 | VC Olympia Berlin        |
| 2013–2014 | Berlin Recycling Volleys |
| 2014–2015 | CV Mitteldeutschland     |
| 2015–2017 | Berlin Recycling Volleys |
| 2017–2018 | Revivre Milano           |
| 2018–2020 | Trefl Gdańsk             |
| 2020–2021 | Indykpol AZS Olsztyn     |
| 2021–     | Berlin Recycling Volleys |

## Prêmios individuais
- 2016: Supercopa Alemã – MVP